# Campionatul Mondial de Atletism din 2022 - 100 m (feminin)
Proba feminină de 100 m de la Campionatul Mondial de Atletism din 2022 a avut loc în perioada 16-17 iulie 2022 pe Hayward Field din Eugene, SUA.

## Timpul de calificare
Timpul standard pentru calificare a fost 11,15.

## Program
Ora este ora SUA (UTC-7) 
| Data     | Oră   | Etapă      |
| -------- | ----- | ---------- |
| 16 iulie | 17:10 | Calificări |
| 17 iulie | 17:33 | Semifinale |
| 17 iulie | 19:50 | Finala     |

## Rezultate

### Calificări
Primele 3 atlete din fiecare serie (C) împreună cu 3 atlete cu cei mai buni timpi (c) s-au calificat în semifinale.
| Loc | Serie | Sportiv                 | Țară                       | Timp  | Note  |
| --- | ----- | ----------------------- | -------------------------- | ----- | ----- |
| 1   | 5     | Dina Asher-Smith        | Marea Britanie             | 10,84 | C, SB |
| 2   | 2     | Shelly-Ann Fraser-Pryce | Jamaica                    | 10,7  | C     |
| 3   | 4     | Marie-Josée Ta Lou      | Coasta de Fildeș           | 10,92 | C, SB |
| 4   | 2     | Daryll Neita            | Marea Britanie             | 10,95 | C, SB |
| 4   | 4     | Twanisha Terry          | Statele Unite ale Americii | 10,95 | C     |
| 6   | 7     | Mujinga Kambundji       | Elveția                    | 10,97 | C     |
| 7   | 1     | Shericka Jackson        | Jamaica                    | 11,02 | C     |
| 8   | 7     | Melissa Jefferson       | Statele Unite ale Americii | 11,03 | C     |
| 9   | 6     | Aleia Hobbs             | Statele Unite ale Americii | 11,04 | C     |
| 10  | 5     | Julien Alfred           | Sfânta Lucia               | 11,05 | C     |
| 11  | 7     | Ewa Swoboda             | Polonia                    | 11,07 | C     |
| 12  | 1     | Zoe Hobbs               | Noua Zeelandă              | 11,08 | C, RC |
| 13  | 1     | Anthonique Strachan     | Bahamas                    | 11,08 | C     |
| 14  | 5     | Aminatou Seyni          | Niger                      | 11,09 | C     |
| 14  | 2     | Gina Lückenkemper       | Germania                   | 11,09 | C     |
| 16  | 4     | Kemba Nelson            | Jamaica                    | 11,10 | C     |
| 17  | 3     | Elaine Thompson-Herah   | Jamaica                    | 11,15 | C     |
| 18  | 2     | Tynia Gaither           | Bahamas                    | 11,16 | c     |
| 19  | 3     | Nzubechi Grace Nwokocha | Nigeria                    | 11,16 | C     |
| 19  | 5     | Murielle Ahouré         | Coasta de Fildeș           | 11,16 | c     |
| 21  | 2     | Ge Manqi                | China                      | 11,17 | c     |
| 22  | 6     | Michelle-Lee Ahye       | Trinidad și Tobago         | 11,18 | C     |
| 23  | 5     | Vitoria Cristina Rosa   | Brazilia                   | 11,20 |       |
| 24  | 1     | Imani Lansiquot         | Marea Britanie             | 11,24 |       |
| 25  | 1     | Liang Xiaojing          | China                      | 11,25 |       |
| 26  | 3     | Zaynab Dosso            | Italia                     | 11,26 | C     |
| 27  | 3     | Joella Lloyd            | Antigua și Barbuda         | 11,27 |       |
| 28  | 6     | Edidiong Odiong         | Bahrain                    | 11,28 | C     |
| 29  | 3     | Diana Vaisman           | Israel                     | 11,29 |       |
| 30  | 7     | Bree Masters            | Australia                  | 11,29 | PB    |
| 31  | 5     | Alexandra Burghardt     | Germania                   | 11,29 | SB    |
| 32  | 4     | Carina Horn             | Africa de Sud              | 11,29 |       |
| 33  | 7     | Maria Isabel Pérez      | Spania                     | 11,30 |       |
| 34  | 6     | Khamica Bingham         | Canada                     | 11,30 |       |
| 34  | 4     | Géraldine Frey          | Elveția                    | 11,30 |       |
| 36  | 4     | Patrizia van der Weken  | Luxemburg                  | 11,34 |       |
| 37  | 6     | Ajla del Ponte          | Elveția                    | 11,41 |       |
| 38  | 7     | Lorène Dorcas Bazolo    | Portugalia                 | 11,44 |       |
| 39  | 3     | Crystal Emmanuel        | Canada                     | 11,48 |       |
| 40  | 6     | Jasmine Abrams          | Guyana                     | 11,55 |       |
| 41  | 1     | Olga Safronova          | Kazahstan                  | 11,65 |       |
| 42  | 2     | Fatmata Awolo           | Sierra Leone               | 11,77 |       |
| 43  | 1     | Mudhawi Alshammari      | Kuweit                     | 11,91 |       |
| 44  | 2     | Amya Clarke             | Sfântul Cristofor și Nevis | 11,98 |       |
| 45  | 5     | Hereiti Bernardino      | Polinezia Franceză         | 12,90 |       |
| 46  | 6     | Zarinae Sapong          | Arabia Saudită             | 12,98 |       |
| 47  | 7     | Jovita Arunia           | Insulele Mariane           | 13,15 |       |
| 48  | 3     | Yasmeen Aldabbagh       | Arabia Saudită             | 13,21 |       |
| 49  | 4     | Ka'alieena Bien         | Insulele Marshall          | 14,71 |       |

### Semifinale
Primele două atlete din fiecare serie (C) și următoarele două atlete cu cel mai bun timp (c) s-au calificat în finală.
| Loc | Serie | Sportiv                 | Țară                       | Timp  | Note  |
| --- | ----- | ----------------------- | -------------------------- | ----- | ----- |
| 1   | 2     | Elaine Thompson-Herah   | Jamaica                    | 10,82 | C     |
| 2   | 1     | Shericka Jackson        | Jamaica                    | 10,84 | C     |
| 3   | 2     | Marie-Josée Ta Lou      | Coasta de Fildeș           | 10,87 | C, SB |
| 4   | 1     | Dina Asher-Smith        | Marea Britanie             | 10,89 | C     |
| 5   | 2     | Melissa Jefferson       | Statele Unite ale Americii | 10,92 | c     |
| 6   | 3     | Shelly-Ann Fraser-Pryce | Jamaica                    | 10,93 | C     |
| 7   | 3     | Aleia Hobbs             | Statele Unite ale Americii | 10,95 | C     |
| 8   | 2     | Mujinga Kambundji       | Elveția                    | 10,96 | c     |
| 9   | 3     | Daryll Neita            | Marea Britanie             | 10,97 |       |
| 10  | 2     | Anthonique Strachan     | Bahamas                    | 10,98 | PB    |
| 11  | 1     | Twanisha Terry          | Statele Unite ale Americii | 11,04 |       |
| 12  | 2     | Ewa Swoboda             | Polonia                    | 11,08 |       |
| 13  | 3     | Gina Lückenkemper       | Germania                   | 11,08 |       |
| 14  | 3     | Zoe Hobbs               | Noua Zeelandă              | 11,13 |       |
| 15  | 2     | Ge Manqi                | China                      | 11,13 |       |
| 16  | 1     | Nzubechi Grace Nwokocha | Nigeria                    | 11,16 |       |
| 17  | 1     | Aminatou Seyni          | Niger                      | 11,21 |       |
| 18  | 3     | Michelle-Lee Ahye       | Trinidad și Tobago         | 11,24 |       |
| 19  | 1     | Kemba Nelson            | Jamaica                    | 11,25 |       |
| 20  | 1     | Murielle Ahouré         | Coasta de Fildeș           | 11,25 |       |
| 21  | 3     | Zaynab Dosso            | Italia                     | 11,28 |       |
| 22  | 2     | Edidiong Odiong         | Bahrain                    | 11,56 |       |
|     | 1     | Julien Alfred           | Sfânta Lucia               | DS    |       |
|     | 3     | Tynia Gaither           | Bahamas                    | DS    |       |

### Finala
Finala a avut loc pe 17 iulie.
| Loc | Sportiv                 | Țară                       | Timp  | Note |
| --- | ----------------------- | -------------------------- | ----- | ---- |
| 1   | Shelly-Ann Fraser-Pryce | Jamaica                    | 10,67 | RCo  |
| 2   | Shericka Jackson        | Jamaica                    | 10,73 | PB   |
| 3   | Elaine Thompson-Herah   | Jamaica                    | 10,81 |      |
| 4   | Dina Asher-Smith        | Marea Britanie             | 10,83 | =RN  |
| 5   | Mujinga Kambundji       | Elveția                    | 10,91 |      |
| 6   | Aleia Hobbs             | Statele Unite ale Americii | 10,92 |      |
| 7   | Marie-Josée Ta Lou      | Coasta de Fildeș           | 10,93 |      |
| 8   | Melissa Jefferson       | Statele Unite ale Americii | 11,03 |      |